# Casmara acantha
Casmara acantha is een vlinder uit de familie van de sikkelmotten (Oecophoridae). De wetenschappelijke naam van de soort is voor het eerst geldig gepubliceerd in 2012 door Shu-xia Wang.

## Type
- holotype: "male. 21.VI.2004. leg. Dan-dan Zhang. genitalia slide ZL no. 08006"
- instituut: NKUM, Nankai University, Tianjin, China
- typelocatie: "China, Guangdong Prov., Mt. Dadong, Lianzhou, 24°29'N, 112°14'E, 650 m"